# Облога Тобрука
Облога Тобрука (англ. Siege of Tobruk) — 240-денна облога лівійської фортеці Тобрук італійсько-німецькими військами, що оборонялася частинами 8-ї британської армії з 10 квітня по 27 листопада 1941 в ході кампанії в Лівійській пустелі під час Другої світової війни. Облога міста почалася 11 квітня 1941 року, коли Тобрук був атакований італо-німецькими військами генерал-лейтенанта Ервіна Роммеля, і тривала протягом 240 днів до 27 листопада 1941 року, коли Тобрук був звільнений підрозділами 8-ї армії в ході операції «Крусейдер».
Тобрук грав життєво важливу роль для союзників під час оборони Єгипту та Суецького каналу через його стратегічне розташування на узбережжі Північної Африки. Утримання портового міста зі зручною гаванню, яка дозволила б противнику перекинути величезну частку своїх поставок по суші з порту Триполі, минаючи 1500 км пустелі, а також спроможність італійсько-німецького командування передислокувати війська в безпосередню близькість до Єгипту, мало вирішальну роль у битві. Тобрук неодноразово піддавався масованим наземним атакам і майже постійним обстрілам і бомбардуванням. Нацистська пропаганда подражнила чіпких захисників «щурами», термін, який австралійські солдати сприймали як іронічний комплімент.